# Mercedes-Benz M136
Mercedes-Benz M136 — рядный четырёхцилиндровый бензиновый двигатель внутреннего сгорания компании Mercedes-Benz, который выпускался с 1936 по 1957 год.

## Описание
Двигатель Mercedes-Benz M136 впервые был представлен в 1930-х годах на W136 170V. Изначально его объём составлял 1,7 литра (1697 см3), а в 1950 году объём был увеличен до 1,8 литра (1767 см3). Следовательно, мощность была увеличена с 38 до 45 л. с. В то же время с 1950-х годов двигатель M136 также устанавливался на W191 170S (где развивал мощность 52 л. с.) и W120 180.
M136 имеет водяное охлаждение (термостат без регулятора короткого замыкания) и боковое управление. Клапаны расположены в ряд, стоя с правой стороны. Коленчатый вал с тройным подшипником и шатуны выкованы из стали. Распределительный вал приводится в движение двойной роликовой цепью. Первоначально двигатель имел карбюратор Solex 30 BFLV, а позже в моделях 170 S / Sb (W 191) и 180 (W 120) появился карбюратор Solex 32 PBJ.

## Технические характеристики
| Модель     | Объём    | Рабочий объём | Диаметр цилиндра × Ход поршня | Мощность          | Степень сжатия      |
| ---------- | -------- | ------------- | ----------------------------- | ----------------- | ------------------- |
| M 136 I    | 1697 см³ | 1685 см³      | 73,5 × 100 мм                 | 28 кВт (38 л. с.) | 6,0:1 с 1949: 6,5:1 |
| M 136 MIL  | 1697 см³ | 1685 см³      | 73,5 × 100 мм                 | 28 кВт (38 л. с.) | 6,5:1               |
| M 136 G    | 1697 см³ | 1685 см³      | 73,5 × 100 мм                 | 16 кВт (22 л. с.) | 8,7:1               |
| M 136 III  | 1767 см³ | 1755 см³      | 75,0 × 100 мм                 | 38 кВт (52 л. с.) | 6,5:1               |
| M 136 IV   | 1767 см³ | 1755 см³      | 75,0 × 100 мм                 | 38 кВт (52 л. с.) | 6,5:1               |
| M 136 VI   | 1767 см³ | 1755 см³      | 75,0 × 100 мм                 | 33 кВт (45 л. с.) | 6,5:1               |
| M 136 VIII | 1767 см³ | 1755 см³      | 75,0 × 100 мм                 | 33 кВт (45 л. с.) | 6,7:1               |